# Горинь (село)
Го́ринь (раніше також Горень) — село в Україні, у Малинській міській територіальній громаді Коростенського району Житомирської області. Чисельність населення становить 126 осіб (зареєстровано станом на 18.12.2024р.). У 1960—65 та 1988—2020 роках — адміністративний центр колишньої однойменної сільської ради. До 1939 року — хутір.

## Загальна інформація
Розташовується за 8 км південно-західніше Малина та за 12 км від залізничної станції Малин.

## Населення
У 1900 році налічувалося 35 мешканців, з них 20 чоловіків та 15 жінок, дворів — 3, у 1926 році — 172 жителі, дворів — 33, у 1941 році — 275 жителів, дворів — 63.
Відповідно до результатів перепису населення СРСР, кількість населення станом на 12 січня 1989 року становила 180 осіб. Станом на 5 грудня 2001 року, відповідно до перепису населення України, кількість мешканців села становила 168 осіб.

### Мова
Розподіл населення за рідною мовою за даними перепису 2001 року:
| Мова       | Кількість | Відсоток |
| ---------- | --------- | -------- |
| українська | 162       | 96.43 %  |
| російська  | 6         | 3.57 %   |
| Усього     | 168       | 100 %    |

## Історія
Після закінчення Визвольної війни 1648 року значна частина селян переселилася на Лівобережжя. У червні 1650 року було в селі 6 димів.
Наприкінці 19 століття — поміщицький хутір Малинської волості Радомисльського повіту Київської губернії. Відстань до повітового центру м. Радомисль — 26 верст, до центру волості містечка Малин, де знаходилися найближчі телеграфна та поштова земська станції — 10 верст, до найближчої пароплавної станції у Чорнобилі — 102 версти. Основним заняттям мешканців було хліборобство. В поселенні числилося 40 десятин землі, належала різним прошаркам населення. Господарство вели за трипільною сівозміною.
У 1923 році увійшов до складу новоствореної Здрівлянської сільської ради Малинської волості. 16 січня 1923 року підпорядкований Нянівській сільській раді, яка 7 березня 1923 року увійшла до складу новоутвореного Малинського району Малинської округи. 21 жовтня 1925 року (за іншими даними — 20 березня 1926 року) переданий до складу новоутвореної Елівської сільської ради Малинського району. У 1939 році віднесений до категорії сіл, у 1941—44 роках — центр окремої сільської управи.
На фронтах Другої світової війни воювали десятки селян, 18 з них загинули. У 1990 році на їх честь збудовано пам'ятник.
14 березня 1960 року, відповідно до рішення Житомирського облвиконкому «Про зміни в адміністративно-територіальному поділі сільських рад Малинського району», внаслідок об'єднання сільських рад, село підпорядковане Березинській сільській раді Малинського району з одночасним перенесенням її центру до с. Горинь та перейменуванням на Горинську. 28 квітня 1965 року, відповідно до рішення Житомирського облвиконкому «Про перенесення адміністративних центрів окремих сільрад», центр сільської ради повернуто до с. Березине з перейменуванням ради на Березинську. 17 червня 1988 року, відповідно до рішення Житомирського облвиконкому № 149 «Про питання адміністративно-територіального поділу», адміністративний центр Березинської сільської ради перенесено до с. Горинь з перейменуванням ради на Горинську.
У 1990-х роках в селі розміщувалася центральна садиба колективного сільськогосподарського підприємства. В селі були загальноосвітня школа, клуб, бібліотека, фельдшерсько-акушерський пункт, магазин, поштове відділення, православна церква (збудована 1990 року).
12 червня 2020 року, відповідно з розпорядження Кабінету Міністрів України № 711-р «Про визначення адміністративних центрів та затвердження територій територіальних громад Житомирської області», село увійшло до складу Малинської міської територіальної громади Малинського району Житомирської області. 19 липня 2020 року, в результаті адміністративно-територіальної реформи та ліквідації Малинського району, село увійшло до складу Коростенського району.